# 帕特·图米
帕特里克·約瑟夫·「帕特」·圖米（英語：Patrick Joseph "Pat" Toomey；1961年11月17日—），是一位美國共和黨政治人物，2011年-2023年為賓夕法尼亞州聯邦參議員。此前，他曾在1999年至2005年期間擔任美國眾議院賓夕法尼亞州第十五國會選區代表議員三個任期，但他當時未有尋求第四個任期連任。
2020年8月10日，為了報復美國財政部宣佈制裁林鄭月娥等11名侵犯人權及損害香港自治的中港官員，中華人民共和國外交部宣佈，對11名支持香港民主運動的美國國會議員及民間人士實施制裁。當中包括帕特·图米。
在2021年2月13日第二次彈劾前總統特朗普，他是七名共和黨的參議員彈劾前總統特朗普其中一位。6月，与民主党参议员克里斯·范荷倫一同呼吁对迫使香港《苹果日报》停刊的人实施制裁。

## 延伸閱讀
- Background and collected news at The Washington Post
- 美國國會國家人物傳記大辭典中的傳記
- 由華盛頓郵報維護的投票記錄
- 智慧投票计划中的傳記、投票紀錄及利益集團評級
- Congressional profile at GovTrack
- Congressional profile at OpenCongress
- Issue positions and quotes at On the Issues
- Financial information at OpenSecrets.org
- Staff salaries, trips and personal finance at LegiStorm.com
- 聯邦選舉委員會中的競選財務報告和數據
- Appearances on C-SPAN programs
- 網路電影資料庫上的亮相頁面
- Collected news and commentary at The New York Times
- Works by or about 帕特·图米 in libraries (WorldCat catalog)
- Profile at Ballotpedia

## 外部連結
- 帕特·圖米 （页面存档备份，存于）參議院官方網站
- 帕特·圖米參議員競選網站 （页面存档备份，存于）
- 中的“帕特·图米”
- C-SPAN內的頁面（英文）

| 美国众议院             | 美国众议院                                                    | 美国众议院             |
| ---------------------- | ------------------------------------------------------------- | ---------------------- |
| 前任者： 保羅·麥克海爾 | 賓夕法尼亞州第十五國會選區 眾議院議員 1999年－2005年          | 繼任者： 查理·登特     |
| 非組織職務             |                                                               |                        |
| 前任者： 斯蒂芬·穆爾   | 增長俱樂部總裁 2005年－2009年                                 | 繼任者： 克里斯·喬克拉 |
| 政党职务               |                                                               |                        |
| 前任者： 阿倫·斯佩克特 | 美國參議員賓夕法尼亞州共和黨被提名人 （第3類） 2010年、2016年 | 繼任者： 穆罕默德·奥兹 |
| 前任者： 吉姆·德敏特   | 参议院共和党指导委员会主席 2012年–2015年                      | 繼任者： 麥克·李       |
| 美国参议院             |                                                               |                        |
| 前任者： 阿倫·斯佩克特 | 賓夕法尼亞州第3類參議員 2011年－2023年 與小鮑伯·凱西同時在任  | 繼任者： 约翰·费特曼   |